# Salbut
El salbut o salbute (del maya: sáal buutʼ ‘ligero y relleno’) es un platillo tradicional de la gastronomía de la Península de Yucatán.
Consiste en una tortilla de maíz frita en aceite o manteca de cerdo (preferentemente), de manera que queda un poco inflada y suave, servida con lechuga, tomate, cebolla curtida, carne de pavo o pollo deshebrado y aguacate. Se suele servir con salsa picante hecha a base de chile habanero. También puede rellenarse con otros guisos de la gastronomía yucateca como la cochinita pibil, relleno negro o pollo en escabeche.
La principal diferencia respecto al panucho es que no cuenta con una tortilla crujiente rellena de frijoles.